# Pollák Illés
Pollák Illés (Szombathely, 1852. december 13. – Budapest, 1930. szeptember 20.) magyar ügyvéd, jogi szakíró, publicista.

## Élete
Pollák Ármin (Herman) és Wagner Janka (Johanna) fia. Középiskoláját a Pápai Református Kollégium Gimnáziumában végezte, majd a Budapesti Tudományegyetemen és a Bécsi Egyetemen tanult. 1879-től Budapesten folytatott ügyvédi gyakorlatot. A kor neves bűnügyi védője volt. 1896-ban a Budapesti Ügyvédi Kamara ügyészévé választotta, majd az Országos Ügyvédszövetség alapítója és elnöke lett. 1902-ben az Igazságügyi Minisztérium megbízásából elkészítette az ügyvédi rendtartás tervezetét. Már jogászként is írt novellákat, melyek német nyelvű folyóiratokban jelentek meg. A Pester Lloyd, a Neuer Pester Journal és a Budapester Journal közölték írásait. Első magyar irodalommal kapcsolatos cikke Homo álnév alatt a Nemzetben jelent meg. Ettől kezdve magyarul írt és cikkei az Egyetértés, A Hét, a Magyar Szalon, az Egyenlőség és más lapok hasábjain tűntek fel. Társadalomtudományi cikkei és világnézetének szociológiai iránya annyira magára vonta a tudományos közvélemény figyelmét is, hogy a magyar orvosok és természettudósok vándorgyűlésének meghívására az 1892. évi brassói vándorgyűlésen a legkomolyabb természettudósok közt ő volt az egyetlen nem természettudós, aki előadást tarthatott, mégpedig a siker pszichológiájáról. 1913-ban udvari tanácsosi címet kapott.
Álnevei: Homo, Flamma voltak.
Felesége Vértes Malvina (1859–1927) volt.
A Kozma utcai izraelita temetőben nyugszik.

## Művei
- Sybilla Rómában. Flamma álnéven, Budapest, 1894.

- Erősek és gyengék. A jogrend fizikája. Társadalombölcseleti tanulmány. Budapest, 1902.
- A művészi teremtés törvénye. Természettudományi bölcseleti tanulmány. Budapest, 1906.
- Az ügyvédi reklám. Budapest, 1911.
- Oktató munka. A Könyves Kálmán páholy 1912. évi okt. hó 8-iki munkáján tartotta: Pollák Illés. Budapest, 1912.
- A jog és az egyén küzdelme. Budapest, 1912. (Magyar jogászegyleti értekezések. Új folyam. IV. kötet. 30. szám)
- Katonai közhivatalnok megvesztegetése. Észrevételek a királyi Kúria gyakorlatához. Budapest, 1917.

Másokkal közösen írt művei:
- Balogh Arnold: Ügyvédek elleni fegyelmi eljárás Németországban. Dr. Pollák Illés felszólalásával. Budapest, 1899. (Magyar jogászegyleti értekezések 156.)
- Nagy Dezső és Pollák Illés: Törvénytervezetek az ügyvédi rendtartásról. 
  - I. kötet. Készítette Szilágyi Dezső volt igazságügyminiszter megbízásából Nagy Dezső.
  - II. kötet. Készítette dr. Plósz Sándor volt igazságügyminiszter megbízásából Pollák Illés. Közzéteszi a magyar királyi igazságügyminiszterium. Budapest, 1906.
- A magyar jogászegylet büntetőjogi bizottságának tanácskozásai a büntető-novella tervezete tárgyában. 1. füzet. Zsitvay Leó elnöki megnyitója. Balás Elemér előadói beszéde. Baumgarten Izidor, Oberschall Pál, Székely Ferenc, Reichard Zsigmond, Pollák Illés, Doleschall Alfréd felszólalásaival. Budapest, 1907. (Magyar jogászegyleti értekezések 264.)

Cikkei jelentek meg az Egyetértés, A Hét, Magyar  Szalon, Egyenlőség, Magyar Hirlap, Pesti Hirlap, és Jogállam – Jog- és államtudományi szemle folyóiratokban.